# Gare de Seibu-Shinjuku
La gare de Seibu-Shinjuku (西武新宿駅, Seibu-Shinjuku-eki) est une gare terminus de la ville de Tokyo au Japon, située au nord-est de la gare de Shinjuku, près du quartier de Kabukichō. Elle appartient à la compagnie privée Seibu et marque le début de la ligne Seibu Shinjuku et de ses branches.

## Situation ferroviaire
La gare est située au début de la ligne Seibu Shinjuku.

## Histoire
La gare ouvre le 25 mars 1952.
En 2011, la fréquentation de la gare était en moyenne de 170 822 voyageurs par jour.

## Service des voyageurs

### Desserte
- Quais 1-3 : Ligne Seibu Shinjuku